# Orde van Koeweit

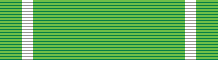

De Orde van Koeweit, (Arabisch: "Wishan al-Kuwait") is een ridderorde van het Koninkrijk Koeweit. De orde heeft de in het internationaal diplomatiek verkeer gebruikelijke vijf graden.

## De graden van de Orde
- Grootkruis

De grootkruisen dragen het kleinood van de orde aan een grootlint op de linkerheup en de ster van de orde op de linkerborst
- Grootofficier

De Grootofficieren dragen een kleinood aan een lint om de hals en een ster op de borst.
- Commandeur

De Commandeur draagt een groot uitgevoerd kleinood van de Orde aan een lint om de hals.  
- Officier

De Officier draagt een kleinood aan een lint met een rozet op de linkerborst. 
- Ridder

De Ridder draagt een kleinood aan een lint op de linkerborst.Bij de ridder is in het kleinood geen goud verwerkt.

## Het versiersel
Het kleinood is een gouden ster met tien punten. Op de ster is een vijfpuntig groen ornament gelegd. In het centrale medaillon is het wapen van Koeweit afgebeeld. Het lint is groen met twee smalle witte strepen. De ster is gelijk aan het kleinood.